# Сердюк Роман Михайлович
Роман Михайлович Сердюк (нар. 24 лютого 2001, Яремче, Івано-Франківська область, Україна) — український футболіст, воротар.

## Життєпис
Народився в місті Яремче, Івано-Франківська область. У ДЮФЛУ та юнацькому чемпіонаті Івано-Франківської області виступав за команди з обласного центру «Прикарпаття» та «Прикарпаття-Тепловик» відповідно. У дорослому футболі дебютував в сезоні 2019/20 років в команді «Прикарпаття-Тепловик», яка виступала в чемпіонаті Івано-франківської області.
Наприкінці серпня 2020 року переведений до першої команди «Прикарпаття». У футболці франківського клубу дебютував 6 жовтня 2020 року в нічийному (1:1) домашньому поєдинку 5-го туру Першої ліги України проти одеського «Чорноморця». Роман вийшов на поле на 46-ій хвилині, замінивши Івана Піцана.